# مورلی (آیووا)
مورلی (به انگلیسی: Morley) شهری در ایالت آیووا کشور ایالات متحده آمریکا است که جمعیت آن در سرشماری سال ۲۰۱۰ میلادی، ۱۱۵ نفر بوده‌است.